# Intercambio Internacional por la Libertad de Expresión
La red de Intercambio Internacional por la Libertad de Expresión (IFEX, International Freedom of Expression Exchange), es una red mundial de 71 organizaciones no gubernamentales, fundada en 1992, cuyo objetivo es defender los derechos de libertad de expresión.
Emplea el poder de Internet para intercambiar información rápidamente y movilizar acciones relativas a la libertad de prensa, la censura de Internet, la legislación de información libre, la difamación criminal, la concentración gubernamental y política de los medios y ataques a los periodistas y escritores, la defensa de los derechos humanos y los usuarios de Internet.
Una oficina en Toronto, Canadá, coordina los programas y actividades de la IFEX.
El conjunto de miembros de IFEX comprenden diversas organizaciones que trabajan defendiendo a periodistas y personas de los medios, académicos, fotógrafos y operadores de cámara, escritores, ciber-disidentes, editores, dibujantes, estaciones de radio comunitarias y bibliotecas.

## Integrantes
Entre sus miembros se incluyen:
- Artículo 66619 (Reino Unido)
- Asociación de Periodistas de Guatemala (Guatemala)
- Asociación Mundial de Periódicos (Internacional)
- Asociación Mundial de Radios Comunitarias (Internacional)
- Centro Nacional de Comunicación Social (México)
- Federación Internacional de Asociaciones de Bibliotecarios e Instituciones (Internacional)
- Reporteros Sin Fronteras (Internacional)